# Санкції проти Росії через вторгнення до України (з 2022 року)
Санкції проти Росії — обмежувальні політичні й економічні заходи, введені щодо РФ та низки російських осіб і організацій, причетних до визнання незалежності терористичних угруповань ДНР і ЛНР, а також через вторгнення РФ до України в лютому 2022 року в ході російсько-української війни.
Обговорення санкцій почалося після того, як президент РФ Путін оголосив про визнання незалежності ДНР і ЛНР (22 лютого 2022 року) та 24 лютого розпочав повномасштабну війну в Україні.
За словами президента США Джо Байдена, альтернативою санкціям була б Третя світова війна, але така війна може призвести до загибелі всього людства.
Запрацював портал «Війна й санкції», який дає змогу переглянути перелік осіб, на яких уже було накладено санкції з початку повномасштабної війни РФ проти України, а також ознайомитися з кандидатами на потрапляння до санкційних списків.

## Передісторія

Окупація українських територій російськими військами та колаборантами, кінець 2014

З початку російської війни наприкінці лютого 2014 року багато країн запровадили санкції проти Росії. ЄС та інші міжнародні організації запровадили також санкції проти окремих осіб, компаній і посадових осіб з Росії. У січні 2022 року ЄС оголосив, що санкції будуть продовжені щонайменше до кінця липня 2022 року. Зі свого боку Росія відповіла санкціями проти низки країн. Наприклад, заборонено імпортувати продукти з ЄС, США, Канади, Норвегії та Японії.
Санкції сприяли падінню російської валюти та російській фінансовій кризі 2014—2016 років. Своєю чергою, ряд країн-членів ЄС також зазнали економічних збитків.
США, Канада, ЄС та інші європейські країни (включаючи Україну) також запровадили економічні санкції, спеціально спрямовані проти Криму. Відповідно, певні товари і технології з різних галузей не можна продавати чи вони не є доступними. Постраждали також туристичні й інфраструктурні галузі. Круїзним суднам заборонено заходити в сім портів, зазначених у списку. Для громадян Криму діють обмеження на поїздки та замороження активів.
У ЄС до санкцій критично поставилися Італія, Угорщина, Греція, Франція, Кіпр і Словаччина. У червні 2017 року Німеччина й Австрія розкритикували Сенат США за нові санкції проти Росії, які стосувалися газопроводу «Північний потік-2».
Ще до конфлікту з Україною різні держави вводили санкції проти Росії. Наприклад, Закон Магнітського у США від грудня 2012 року був спрямований на російських чиновників, відповідальних за смерть Сергія Магнітського (2009). Цим особам заборонено в'їзд до США і використання американської банківської системи.

## Країни, що запровадили санкції

Росія та Білорусь
Країни, які запровадили санкції
Країни, які не беруть участі в обхідних шляхах санкцій
Країни, які запровадили лише кілька незначних заходів

- Австралія[7]
- Канада[8]
- Європейський Союз[9]
- Ісландія[10]
- Японія[11]
- Нова Зеландія[12]
- Норвегія[13]
- Сінгапур[14]
- Південна Корея[15]
- Швейцарія[16]
- Китайська Республіка[17]
- Велика Британія[18]
- США[19]
- Бангладеш

## Кількість введених санкцій

### 1-й пакет
- США 21 лютого 2022 року запровадили заборону для громадян США на фінансування та інвестиції в ДНР і ЛНР, а також на торгівлю з ними. 22 і 23 лютого 2022 року введені санкції проти банків, що фінансують оборонну промисловість (ВЕБ, Промсвязьбанку та їхніх 42 дочірніх структур, включно з ФК ЦСКА), проти дітей вищих російських чиновників (Дениса Бортникова, Петра Фрадкова, Володимира Кірієнка), а також щодо угоди з облігаціями Російської федеральної позики на вторинному ринку.[20] 23 лютого 2022 року США ввели санкції проти швейцарської компанії Nord Stream 2 AG, оператора газопроводу «Північний потік-2», та її виконавчого директора Маттіаса Варніга.[21][22]
- Німеччина призупинила сертифікацію магістрального газопроводу «Північний потік-2», відкликавши чинний звіт Міністерства економіки з аналізу надійності постачання та зажадавши нову оцінку з урахуванням «змін в останні кілька днів».[23]
- Велика Британія ввела санкції проти п'яти російських банків («Промсвязьбанк», «Росія», Індустріальний ощадний банк, «Чорноморський банк розвитку», «Генбанк») і трьох російських підприємців (Геннадія Тимченка, Бориса Ротенберга, Ігоря Ротенберга).[24]
- Австралія ввела санкції проти російських банків, фізичних і юридичних осіб із ДНР і ЛНР.[25]
- Канада ввела санкції проти російського суверенного боргу, угод із ДНР та ЛНР, а також двох російських банків і депутатів Державної думи, які голосували за визнання ДНР і ЛНР (382 росіян і 32 компаній).[26]
- Японія обмежила розміщення російських облігацій на своєму ринку, а також заборонила торгівлю та в'їзд офіційних осіб з ДНР і ЛНР.
- Євросоюз ввів санкції проти 351 депутата Держдуми, що проголосували 15 лютого 2022 року за підтримку звернення до президента Путіна з проханням визнати ДНР і ЛНР (глава європейської дипломатії Жозеп Боррель оголосив про наміри «позбавити» депутатів Держдуми «шопінгу в Мілані, діамантів в Антверпені»[27]), проти 27 фізичних і юридичних осіб, які «зіграли роль у підриві або загрозі територіальної цілісності, суверенітету та незалежності України» (у тому числі проти Сергія Шойгу, Андрія Костіна, Ігоря Шувалова, Маргарити Симоньян, Марії Захарової, Володимира Соловйова, Агентства інтернет-досліджень, банку «Росія», Промсвязьбанку та ВЕБ), а також заборонив фінансування російського уряду та ЦБ. На ДНР і ЛНР були накладені торгові та інвестиційні санкції.[28][29][30][31].
- Ісландія приєдналася до санкцій ЄС.[32]

### 2-й пакет
- Британія запровадила санкції проти Росії через вторгнення в Україну. Під санкції потрапили понад 100 фізичних осіб та компанії, наприклад, Кирило Шамалов (вважається, що він колишній зять Путіна), ВТБ[33], Ростех і Аерофлот. Аерофлоту заборонили літати до Великої Британії[34]. Обмежено суми вкладів і депозитів для громадян РФ у банках Сполученого Королівства до £50 000 ($66 800)[35]. Введено заборону на залучення великими російськими компаніями фінансування на британському ринку, а також на імпорт до Росії технологій та обладнання для перероблення нафти. Такі ж заходи застосовуватимуть і до Білорусії[36]. Введено персональні санкції, які передбачають заморожування активів, проти президента Путіна[⇨] та міністра закордонних справ Лаврова[37].
- Президент США Джо Байден анонсував «нищівні» санкції проти Росії[38], що передбачають:
  - обмеження можливості російських компаній вести розрахунки в доларах, євро, фунтах і єнах[39]
  - обмежувальні заходи — внесення до SDN — блокування активів банку в американській юрисдикції, заборона на доларові транзакції, заборона на проведення будь-яких трансакцій з американськими контрагентами для банків: ВТБ, Відкриття, Новікомбанку, Радкомбанку[40]
  - обмежувальні заходи — внесення до CAPTA — обмеження на кореспондентські рахунки у США: Сбербанк[40]
  - секторальні санкції, в яких йдеться про «обмеження на всі операції, надання фінансування та інші операції з новими борговими зобов'язаннями з терміном погашення понад 14 днів і новими акціями», стосуються інших великих російських компаній, таких як: Газпромбанк, Россільгоспбанк, Альфа-Банк, Московський Кредитний Банк, «Газпром», «Газпром нафта», «Транснафта», «Ростелеком», «РусГідро», «АЛРОСА», «Радкомфлот», РЖД[40]
  - обмеження на імпорт високотехнологічної продукції[39]
  - обмеження на запозичення на ринках США та Європи для найбільших російських державних компаній[39]
  - персональні санкції, що передбачають заморожування активів, проти синів високопосадовців: секретаря Ради безпеки Росії Миколи Патрушева, спеціального представника президента Російської Федерації з питань природоохоронної діяльності, екології та транспорту Сергія Іванова, голови організації «Роснефть» Ігоря Сєчина, а також проти топменеджерів ВТБ[39][41][42]
  - персональні санкції, які передбачають заморожування активів, проти президента Путіна[⇨], міністра закордонних справ Лаврова, міністра оборони Шойгу, голови Генштабу Валерія Герасимова[43].
- Євросоюз ввів санкції, що стосуються фінансового, енергетичного, транспортного, технологічного сектору, а також візової політики[44]:
  - персональні санкції проти президента Путіна[⇨], міністра закордонних справ Сергія Лаврова, прем'єр-міністра Михайла Мішустіна та міністра оборони Шойгу, заступника голови Ради безпеки Дмитра Медведєва, спецпредставника президента Сергія Іванова, голови МВС Володимира Колокольцева, депутатів Держдуми та білоруських офіційних осіб, що передбачають замороження активів[45]
  - санкції проти міністерства оборони, служби зовнішньої розвідки, адміністрації президента — попадання до «оборонного списку» — заборона на постачання товарів і технологій, а також надання фінансової допомоги[45][46]
  - у чорний список ЄС, що передбачає заборону для європейських інститутів на надання їм інвестицій, надання допомоги у проведенні операцій з цінними паперами або іншими інструментами фінансового ринку, а також укладання угод, потрапили: Алмаз-Антей, Камаз, комерційний порт Новоросійськ, «Ростех», РЗ, «Севмаш», Радкомфлот та ОСК[44][45]
  - до «оборонного списку» ЄС, який передбачає заборону на постачання товарів і технологій, а також надання фінансової допомоги, також потрапили компанії: «Уралвагонзавод», концерн «Калашников», «Алмаз-Антей», авіабудівні та суднобудівні корпорації, включаючи «МіГ», «Гелікоптери Росії», «Сухий», «Туполєв», ОСК, компанії космічного сектора, включаючи ракетно-космічний центр «Прогрес» та ін.[44][45]
  - санкції проти чотирьох російських банків — Альфа-банк, «Відкриття», банку «Росія» та Промсвязьбанку. Щодо зазначених банків забороняється здійснювати угоди, у тому числі купівлю та продаж, а також інвестування, операції з цінними паперами, випущеними після 12 квітня 2022[44][45]
  - заборона банкам приймати депозити від росіян і російських компаній величиною понад €100 тис., продавати клієнтам із Росії цінні папери, номіновані в євро, надавати послуги з продажу цінних паперів, випущених після 12 квітня 2022 року, а також проводити лістинг акцій будь-яких російських держкомпаній (з часткою держави понад 50 %) на європейських біржах[44][45][47].
  - заборона на продаж літаків, запасних частин і обладнання російським авіакомпаніям; постачання літаків з Євросоюзу триватимуть лише до 28 березня 2022 року за контрактами, укладеними до 26 лютого. Під заборону потрапляють також їхнє страхування та техобслуговування[44][45]
  - забороняється продаж, постачання, передача, експорт у Росію товарів і технологій, призначених для використання в авіації чи космічній індустрії[45]
  - повна заборона лізингу літаків, гелікоптерів та іншої авіатехніки в РФ, а також їхнє страхування та техобслуговування[44][45][48]
  - заборона постачання товарів і технологій подвійного призначення, запровадження обмежень на експорт високотехнологічних товарів і технологій їхнього виробництва[44][45] ;
  - заборона на постачання товарів, обладнання та технологій для нафтоперероблення[44][45]
  - заборона російським дипломатам, чиновникам і бізнесменам користуватися спрощеним візовим режимом для привілейованого в'їзду до ЄС; це рішення не стосується пересічних громадян Росії[45].
- Канада ввела санкції проти 62 компаній і фізичних осіб, а також членів їхніх сімей, у тому числі членів Ради безпеки, включно з президентом Путіним[⇨], міністром закордонних справ Сергієм Лавровим, міністром оборони Сергієм Шойгу та міністром фінансів Антоном Силуановим[38][43].
  - Обмеження запроваджуються проти найбільших російських банків[49].
  - Канада припинила дію всіх експортних ліцензій для Росії[49].
- Японія заборонила видачу віз деяким громадянам Росії та заморозила активи приватних осіб і організацій. Призупинила також експорт напівпровідників та інших чутливих товарів до військових організацій у Росії[50][51].
- Швейцарія приєдналася до санкцій ЄС, запроваджених після визнання ДНР та ЛНР[52]. 7 квітня 2022 Швейцарія заморозила російські активи на $8 млрд[53]
- Україна відповідно до Закону України «Про санкції» запровадила санкції проти 47 російських діячів, які публічно заявили про підтримку військових злочинів Росії в Україні[54]. До санкційного списку потрапили співаки та музиканти, які брали участь у пропагандистському концерті «Крымская весна» 18 березня 2022 року, а також політики, пропагандисти та посібники Кремля[55].

#### Зупинка видачі віз
Припинили видачу нових шенгенських віз російським громадянам на невизначений термін Латвія, Литва та Чехія. Окрім того, Кіпр анулював «золоті паспорти» чотирьох росіян, які потрапили під санкції.
З 19 вересня Латвія, Литва та Естонія заборонили громадянам РФ в'їзд за будь-якими туристичними, спортивними чи іншими типами шенгенських віз. Єдиним сухопутним в'їздом для росіян на територію ЄС залишилась Фінляндія.
22 вересня Норвегія призупинила спрощений візовий режим із Росією.

#### Заборона польотів російської авіації

Країни, що закрили повітряний простір для російських авіакомпаній
Росія
Україна
Захоплені Росією території (Крим, «ДНР» та «ЛНР»)

25—27 лютого 2022 року повітряний простір для російських авіакомпаній закрили Велика Британія, Болгарія, Румунія, Польща, Чехія, Литва, Латвія, Естонія, Словенія, Фінляндія, Бельгія, Данія, Німеччина, Ісландія, Ірландія, Італія, Австрія, Швеція, Нідерланди, Іспанія, Франція, Норвегія, Канада, Північна Македонія та Португалія.
27 лютого 2022 року ЄС повністю закрив свій повітряний простір для будь-яких літаків, що належать, зареєстровані або контрольовані з Росії, у тому числі для приватних літаків «олігархів».
Через закриття повітряного простору над країнами Балтії тривалість польотів з Калінінграда до Москви зросла у півтора раза — до 2,5 годин. Авіакомпанії змушені літати довшим шляхом — над Балтійським морем.

#### Санкції проти Путіна
25 лютого 2022 року США, ЄС, Канада та Велика Британія оголосили про запровадження санкцій проти президента Володимира Путіна, які передбачають заморожування його активів. Путін став третім після президентів Сирії та Білорусі, Башара аль-Асада й Олександра Лукашенка, главою держави у списках санкцій Євросоюзу.
27 лютого 2022 року Японія оголосила про запровадження санкцій проти Путіна.
28 лютого 2022 року Австралія запровадила фінансові санкції проти Володимира Путіна та заборонила йому в'їзд, а Швейцарія приєдналася до санкцій ЄС.
7 березня 2022 року Нова Зеландія заборонила Путіну в'їзд, а 17 березня заморозила активи Путіна.

### 3-й пакет
26 лютого 2022 року голова Єврокомісії Урсула фон дер Ляєн оголосила про запровадження 3-го пакету санкцій. Спільні санкції США, ЄС, Канади та Великої Британії:
- заморожують резерви Центрального банку РФ, що перебувають у банках країн G7 (йдеться про половину резервів ЦБ)[80][81]
- скасовують програму «золотих паспортів» для інвесторів із Росії[82]
- відключають частину російських банків від системи SWIFT[83], а саме: ВТБ, Відкриття, Новікомбанк, Радкомбанк, Промсвязьбанк.

Португалія призупинила видачу «золотих» віз громадянам Росії. МЗС Британії повідомило, що підготувало чорний список російських багатіїв, яких Лондон вважає пов'язаними з владою Росії.
27 лютого ЄС оголосив про заборону мовлення Russia Today, Sputnik та їхніх дочірніх організацій на своїй території, закриття неба ЄС для літаків, пов'язаних з Росією, заморожування активів високопосадовців, представників російської еліти, а також членів їхніх сімей та посібників, і обмеження видачі їм «золотих паспортів».

### 4-й пакет
14 березня 2022 року ЄС ухвалив рішення щодо введення 4-го пакету санкцій проти Росії. Санкції спрямовані проти фізичних і юридичних осіб, причетних до агресії проти України, а також на декілька секторів російської економіки. Санкції проти Росії торкнуться заборон на експорт предметів розкоші та нових інвестицій ЄС в російський енергетичний сектор. Також Євросоюз у рамках нового пакету санкцій розглядає можливість заборони експорту в Росію автомобілів вартістю понад 50 тис. євро. Каральні обмеження набудуть чинності, як тільки вони будуть опубліковані в Офіційному журналі ЄС.
7 квітня Австралія ввела санкції проти 67 росіян: російської еліти і олігархів, наближених до Путіна, які сприяють війні та підтримують її.
10 травня Євросоюз планував ввести повне ембраго на нафту з РФ.
17 травня США оголосили про плани заблокувати для РФ можливість виплат за держборгом. Перед цим, за оцінками Bloomberg, результат санкцій було оцінено як найгірший економічний спад у РФ за 30 років і різке падіння ВВП.

### 5-й пакет
5 квітня 2022 року Євросоюз повідомив про 5-й пакет санкцій, куди увійшли:
- заборона на імпорт російського вугілля[100]
- заборона на транзакції з чотирма найбільшими російськими банками, серед яких і ВТБ банк[100]
- заборона російським суднам і операторам заходити до портів країн ЄС[100]
  - винятки — агропродукція та харчові товари, гуманітарні й енергетичні вантажі[100]
- заборона на роботу російських і білоруських дорожніх операторів[100]
- заборона на експорт до РФ квантових комп'ютерів, високотехнологічних напівпровідників, транспортних складових[100]
- відмова від імпорту з РФ низки товарів і сировини (деревини, насіння, морепродуктів та алкоголю)[100]
- заборона російським компаніям брати участь у європейських публічних закупівлях і позбавлення російських державних установ фінансової підтримки з боку ЄС[100]
- запровадження додаткових індивідуальних санкцій проти Російської Федерації[100]

Сполучені Штати Америки офіційно призупинили обмін інформацією з російськими податковими органами, щоб ускладнити збір податків у РФ. Водночас Міністерство фінансів США заявило, що не надавало російській владі жодної податкової інформації з моменту початку повномасштабного російського вторгнення в Україну 24 лютого.

### 6-й пакет
3 червня 2022 року Рада Євросоюзу офіційно затвердила 6-й пакет санкцій проти Росії. Обмежувальні заходи введено проти 18 компаній і 65 осіб, які так чи інакше причетні до російської агресії проти України.
Шостий пакет санкцій передбачає:
- заборону на купівлю, імпорт або передачу сирої нафти та деяких нафтопродуктів із Росії. Поетапна відмова від російської нафти займе від 6 місяців для сирої нафти і до 8 місяців для інших продуктів нафтопереробки. Тимчасовий виняток передбачено для імпорту сирої нафти трубопроводом до тих країн-членів ЄС, «які в силу свого географічного розташування потерпають від особливої залежності від постачання з Росії»[102]
- відключення від SWIFT Сбербанку, Московського кредитного банку, Россельхозбанка та Білоруського банку розвитку та реконструкції[102]
- припинення мовлення в ЄС трьох російських державних телеканалів — Росія РТР/РТР Планета, Росія 24 та ТВ Центр International[102]
- заборону надання у Росії бухгалтерських послуг, послуг зі зв'язків із громадськістю та консультаційних послуг[102]
- розширення експортних обмежень на перелік товарів і технологій, які можуть сприяти технологічному вдосконаленню сектора оборони та безпеки Росії. Вони містять 80 видів хімікатів, які можуть бути використані для виробництва хімічної зброї[103]
- розширення списку осіб та організацій, на яких поширюються експортні обмеження щодо товарів і технологій подвійного призначення[104].

14 липня Сейм Латвії остаточно затвердив поправки до закону «Про енергетику», що повністю забороняє поставки російського газу до країни з 1 січня 2023 року.

### 7-й пакет
21 липня 2022 року Рада Європейського Союзу затвердила 7-й пакет санкцій щодо Росії. У рамках сьомого пакета санкцій ЄС заборонені операції з російським золотом та введені індивідуальні обмеження проти 48 осіб і дев'яти організацій.
Пакет передбачає:
- заборону на купівлю, імпорт чи передачу, прямо чи опосередковано, російського золота. Ця заборона також стосується ювелірних виробів[108]
- розширений перелік підсанкційних товарів, які «можуть сприяти військовому та технологічному вдосконаленню Росії або розвитку її сектору оборони та безпеки». Це має посилити експортний контроль за товарами подвійного використання та передовими технологіями[107]
- нові обмеження на прийом депозитів: тепер під них підпадають депозити фізичних та юридичних осіб, організацій або органів, заснованих у третіх країнах та контрольним пакетом акцій яких володіють громадяни РФ. Прийом депозитів для незабороненої транскордонної торгівлі вимагатиме попереднього узгодження відповідних національних органів.[108]
- під санкційні обмеження потрапили мер Москви Сергій Собянін, голова промислової корпорації «Ростех» Сергій Чемезов, губернатор Кемеровської області Сергій Цивільов, депутат Державної думи від Чечні Адам Делімханов, постпред президента РФ у Північнокавказькому федеральному окрузі Юрій Чайка, уповноважена з прав дитини при президентові РФ Марія Львова-Бєлова, актори Володимир Машков та Сергій Безруков, лідер байкерського клубу «Нічні вовки» Олександр Залдостанов («Хірург»), перший заступник директора ФСБ РФ Сергій Корольов, перший заступник директора Федеральної служби військ національної гвардії РФ — головнокомандувач військами національної гвардії РФ Віктор Стригунов[107][109]
- нові обмежувальні заходи щодо найбільшої фінансової установи РФ «Сбербанк»[110]
- під санкції потрапили байкерський клуб «Нічні вовки», військово-патріотичного рух «Юнармія», фонд «Русский мир», підприємство ракетно-космічної галузі АТ Науково-виробниче об'єднання «Квант», група компаній ФОРСС, що працює на суднобудівних ринках[107][109]
- росіяни, які потрапили під санкції, повинні будуть розкрити свої активи в країнах Європейського Союзу. Невиконання цих вимог може призвести до арешту незадекларованих активів[111].

### 8-й пакет
6 жовтня 2022 року Європейський Союз ухвалив 8-й пакет санкцій проти Росії через спробу незаконної анексії Донецької, Луганської, Запорізької та Херсонської областей України.
Восьмий пакет санкцій передбачає:
- заборону продажу, постачання, передачі чи експорту цивільної вогнепальної зброї, її основних компонентів та набоїв до неї, а також військових транспортних засобів і обладнання, воєнізованого обладнання та запасних частин[113]
- повна заборона надання гаманців криптовалютних активів, рахунків або депозитарних послуг російським особам і резидентам, незалежно від загальної вартості цих криптоактивів[113]
- заборона надавати Росії архітектурні та інженерні послуги, а також послуги ІТ-консалтингу та юридичні консультації[113]
- розширення переліку заборонених для торгівлі товарів, що можуть сприяти військовому та технологічному зміцненню Росії або розвитку її сектору оборони та безпеки. Відтепер до цього переліку входитимуть певні електронні компоненти, додаткові хімічні речовини та товари, які можуть бути використані для здійснення смертної кари, катувань чи іншого жорстокого, нелюдського або такого, що принижує гідність, поводження[113]
- заборону громадянам ЄС займати будь-які посади в органах управління певних російських державних або підконтрольних юридичних осіб, організацій або органів[113]
- включення Російського морського реєстру судноплавства до переліку державних організацій, на які поширюється дія заборони транзакцій[113]
- додаткові обмеження на імпорт на суму майже 7 млрд євро. Вони включають заборону на ввезення в Росію готової продукції та напівфабрикатів зі сталі, машин та обладнання, пластмас, транспортних засобів, текстилю, взуття, шкіри, кераміки, деяких хімічних продуктів та ювелірних виробів не із золота[114]
- обмежено продаж, постачання, передачу та експорт додаткових товарів, які використовуються в авіаційному секторі[113]
- розширення критерії внесення до санкційного списку, щоб мати можливість вводити санкції проти тих, хто сприяє обходу санкцій ЄС[113].

Восьмий пакет санкцій вводить до законодавства ЄС основу для встановлення обмеження цін, пов'язаного з морським транспортуванням російської нафти до третіх країн, а також подальшими обмеженнями на транспортування сирої нафти та нафтопродуктів морським шляхом до третіх країн. Обмеження цін передбачає, що надавати транспортні та інші послуги можливо, якщо нафта або нафтопродукти закуповуються за попередньо встановленою межею ціни або нижче неї. Нова заборона для суден ЄС здійснювати морські перевезення таких продуктів до третіх країн буде діяти з дати, коли Рада ЄС одноголосно вирішить запровадити обмеження ціни.
Рада Європейського Союзу також вирішила, що географічну дію обмежень, запроваджених 23 лютого, включаючи, зокрема, заборону на ввезення товарів з непідконтрольних уряду України територій Донецької та Луганської областей, буде розширено на тимчасово непідконтрольні території Запорізької та Херсонської областей.
Додатково застосовано санкції до фізичних та юридичних осіб, причетних до російської окупації, незаконної анексії та псевдореферендумів на окупованих територіях Донецької, Луганської, Херсонської та Запорізької областей.
Загалом у списку 30 фізичних та 7 юридичних осіб:
- Олександр Харичев (начальник Управління президента РФ із забезпечення діяльності Держради)
- Борис Рапопорт (заступник керівника департаменту адміністрації президента РФ із забезпечення справ Держради)
- Олексій Селіванов (призначений окупантами заступник голови так званого «МВС Запорізької області»)
- Антон Тицький (призначений окупантами так званий «міністр молодіжної політики» Запорізької області);
- Сергій Єлісєєв (так званий голова окупаційного «уряду» Херсонської області)
- Михайло Родіков (призначений окупантами так званий «міністр освіти» Херсонської області)
- Володимир Беспалов («заступник голови з питань внутрішньої політики» Запорізької області)
- Віталій Хоцеєнко («прем'єр-міністр» так званої «ДНР»)
- Владислав Кузнєцов («перший заступник глави уряду» так званої «ДНР»)
- Микола Булаєв (заступник голови ЦВК Росії)
- Євген Солнцев (заступник голови так званої «ДНР»)
- Олександр Костомаров (перший заступник керівника адміністрації голови так званої «ДНР»)
- Алан Лушніков (основний власник холдингу з виробництва зброї «Калашніков»)
- Юлія Чичеріна (співачка)
- Дмитро Булгаков (ексзаступник голови міністра оборони РФ)
- Юнус-Бек Євкуров (заступник міністра оборони РФ)
- Руслан Цаліков (колишній заступник міністра оборони РФ)
- Юрій Садовенко (заступник міністра оборони РФ)
- Тимур Іванов (заступник міністра оборони РФ)
- Сергій Рижков (командувач 41-ї загальновійськової армії Центрального військового округу Російської Федерації);
- Олександр Кочкін (глава «Техмаша»)
- Володимир Кулішов (перший заступник директора ФСБ РФ, керівник Прикордонної служби ФСБ РФ)
- Микола Расторгуєв (співак, актор)
- Олег Газманов (співак)
- Дмитро Шугаєв (екскерівник апарату генерального директора «Ростеху»)
- Геннадій Жидко (заступник міністра оборони РФ)
- Олександр Дугін (пропагандист)
- Елла Памфілова (голова ЦВК РФ, який організував фейкові псевдореферендуми на тимчасово захоплених територіях України)
- АТ «Газнок» (відповідальне за випуск банкнот, монет та державних посвідчень особи, зокрема, друкувало фейкові паспорти для мешканців захоплених територій України)
- Завод імені Дегтярьова (забезпечує озброєнням російську армію)
- Машинобудівниче конструкторське бюро «Факел» (розробник ЗРК С-300, С-400 та інших протиповітряних систем)
- Корпорація «Іркут» (авіабудівна компанія, що постачає винищувачі, зокрема Су-30СМ, армії РФ)
- АТ «ММЗ Авангард» (випускає ракети для ЗРК C-300 та C-400)
- Науково-виробниче об'єднання «Сплав» імені Ганичова (виробляє військову техніку та обладнання)
- ЦВК Росії.

У грудні 2022 стало відомо, що західні країни продовжили постачати РФ мікрочипи в обхід санкцій, так із квітня по листопад США та низка країн ЄС поставили до РФ чипів на $777 млн: комплектуючі Intel, AMD, Texas Instruments, Analog Devices та Infineon. Для цього у Туреччині та Гонконгу створювалися фірми-посередники, зареєстровані у березні 2022 року.

### 9-й пакет
16 грудня 2022 року Рада Євросоюзу затвердила 9-й пакет санкцій проти Росії через вторгнення в Україну. На сайті Ради ЄС вказано, що узгоджений пакет включає низку заходів, спрямованих «на серйозний удар по російській економіці та можливості продовження її агресії».
Дев'ятий пакет санкцій передбачає:
- призупинення дії ліцензій на мовлення чотирьох російських ЗМІ: НТВ/НТВ «Мир», Росія 1, РЕН ТВ і Перший канал. Зазначено, що вказані ЗМІ контролюються керівництвом РФ та використовуються для дезінформації та військової пропаганди, які легітимізують агресію Росії та підривають підтримку України[118]
- заборону на надання Російській Федерації послуг з реклами ЄС, маркетингових досліджень і опитування громадської думки, а також послуг з випробувань і технічної перевірки продукції[119]
- заборону, спрямовану на нові інвестиції в російський енергетичний сектор, додатково заборонивши нові інвестиції в російський гірничодобувний сектор, окрім діяльності з видобутку корисних копалин і кар'єрів, пов'язаних із певною критичною сировиною[117]
- заборону громадянам ЄС обіймати будь-які посади в керівних органах усіх російських державних або контрольованих юридичних осіб, організацій або органів, розташованих у Росії[117]
- повну заборону на операції з Російським банком розвитку регіонів і замороження активів ще двох російських банків (Московський кредитний банк і Далекосхідний банк)[119][120]
- обмеження проти Роскомнадзору[121][122].

Щоб уникнути обходу санкцій, до списку також включено деякі підконтрольні Росії організації, розташовані в незаконно окупованому Криму чи Севастополі.
Євросоюз додав до списку санкцій майже 200 фізичних та юридичних осіб. Серед них:
- 40 депутатів Державної думи РФ і 44 члена Ради Федерації[123]
- 20 членів Конституційного суду РФ, віце-прем'єрка уряду РФ Тетяна Голікова, міністр юстиції РФ Костянтин Чуйчейко, міністр освіти РФ Сергій Кравцов, міністр науки і вищої освіти РФ Валерій Фальков, міністерка культури РФ Ольга Любимова, 7 російських губернаторів, зокрема Московської, Нижньогородської, Новосибірської, Астраханської областей[122][123]
- дочки Рамзана Кадирова Айшат і Каріна, російський кінорежисер Микита Михалков, російський артист-вокаліст Григорій Лепсверідзе, російський пропагандист Борис Корчевніков, члени сім'ї близького до президента РФ Володимира Путіна олігарха Юрія Ковальчука[122][123]
- окремі офіцери та підприємства оборонно-промислового комплексу Російської Федерації[124]
- проросійська «влада» на окупованих територіях України[124]
- п'ять політичних партій РФ: «Єдина Росія», «Справедлива Росія», «Нові люди», КПРФ, ЛДПР[122].

Поряд з розширенням списку підсанкційних осіб та організацій, ЄС схвалив регламент, який дозволяє компетентним органам надавати індивідуальні дозволи на операції з активами підсанкційних осіб, пов'язані з продовольчою безпекою, зокрема постачанням пшениці і добрив.
Додатково накладено санкції на товари, які можуть використовуватися для сектору оборони та безпеки, або можуть сприяти підвищенню промислового потенціалу Російської Федерації:
- двигуни безпілотників — обмежено експорт до РФ та експорт до будь-яких третіх країн, де є підозри, що вони будуть використовуватися в Росії
- хімічне та біологічне обладнання
- засоби боротьби з масовими заворушеннями
- електронні компоненти
- генератори
- іграшкові дрони
- ІТ-компоненти, ноутбуки та жорсткі диски
- прилади нічного бачення та радіонавігації, камери та об'єктиви.

В лютому 2023 року швейцарський банк Credit Suisse заморозив активи підсанкційних росіян на майже $20 млрд. Станом на початок лютого 2023 року, лише 9 % із майже півтори тисячі світових компаній вийшли з російського ринку.
27 січня 2023 року Японія ввела санкції проти Росії щодо державних компаній, відомств та приватних осіб, також було заборонено на експорт вакцин і медичного обладнання.
14 лютого 2023 року Бангладеш заборонив 69 російським судам заходити до своїх портів відповідно до санкцій ЄС та США. Судна не зможуть завозити вантажі, зупинятися для дозаправлення, кидати якір та використовувати морські шляхи у цьому районі.

### 10-й пакет
25 лютого 2023 року Європейський Союз ухвалив 10-й пакет санкцій, спрямований проти уряду Російської Федерації й усіх відповідальних за продовження агресивної війни Росії.
Десятий пакет санкцій передбачає:
- експортні обмеження щодо чутливих технологій подвійного призначення та передових технологій, які сприяють військовому потенціалу й технологічному вдосконаленню Росії. Під заборону потрапили електронні компоненти, що використовуються в російських системах озброєнь (безпілотники, ракети, гелікоптери та інші транспортні засоби), а також окремі рідкісноземельні елементи й тепловізійні камери. Обмеження також накладаються на товари, які можуть використовуватися для підтримки російської військової агресії, зокрема[131]:
  - транспортні засоби: великовагові вантажівки та запчастини до них, напівпричепи і спеціальні транспортні засоби, такі як снігоходи
  - товари, якими можуть користуватися російські військові, зокрема електрогенератори, біноклі, радари, компаси
  - будівельні вироби, такі як мости, баштоподібні конструкції для будівель, автонавантажувачі, крани
  - товари, які є критично важливими для функціонування й нарощування російського промислового потенціалу: електроніка, деталі машин, насоси, обладнання для обробки металів
  - повні промислові установки
  - товари, що використовуються в авіаційній промисловості
- додаткові обмеження на імпорт товарів, що приносять значні доходи Росії, таких як бітум та синтетичний каучук[132]
- заборону транзиту через Росію експортованих з ЄС товарів і технологій подвійного призначення, щоб уникнути обходу санкцій[133]
- заборону громадянам і юридичним особам Росії бронювати потужності для зберігання газу в ЄС (за винятком ЗПГ)[134]
- заборону російським громадянам обіймати посади в керівних органах критично важливих інфраструктурних компаній у державах-членах ЄС[134]
- заходи, що допомагають суб'єктам економічної діяльності ЄС виводити інвестиції з Росії[134]
- процес призупинення дії ліцензій на мовлення двох додаткових ЗМІ: RT Arabic та Sputnik Arabic[130]
- обмеження проти 96 підприємств, пов'язаних із російським військово-промисловим комплексом, таких як підприємства, пов'язані з ПВК «Вагнер», та 7 іранських підприємств, які постачають безпілотники «Шахед»[135]
- заморожування активів і заборона надавати кошти та економічні ресурси трьом російським банкам[134].

До санкційного списку потрапили особи, причетні до незаконного викрадення українських дітей в РФ, виробники зброї, воєнні злочинці, особи, які допомагають в ухиленні від санкцій ЄС, пропагандисти, зокрема:
- екскерівник компанії «Мотор Січ» В'ячеслав Богуслаєв
- уповноважена з прав людини РФ Тетяна Москалькова
- представники військового керівництва та командувачі ПВК «Вагнер»
- іранські громадяни, пов'язані з виробництвом та постачанням Росії дронів-камікадзе
- представники Ради Федерації, Держдуми, Ради Безпеки, міністерств та інших установ РФ, причетних до анексії українських земель.

### 11-й пакет
У березні 2023 року Єврокомісія оголосила про 11-й пакет санкцій, здебільшого він стосуватиметься боротьби з обходом уже введених обмежувальних заходів.
4 квітня Норвегія доповнила санкційний список відповідно до накладених Євросоюзом санкцій: до санкційного списку внесено 87 фізичних і 34 юридичні особи; він став охоплювати 1 678 фізичних і юридичних осіб, також було розширено список організацій, пов'язаних із військово-промисловим комплексом РФ.
З вересня митниця Литви почала конфіскацію автомобілів з російською реєстрацією згідно з роз'ясненням Європейської комісії.

### 12-й пакет
18 грудня 2023 року Європейська рада прийняла 12-й пакет економічних та індивідуальних обмежувальних заходів через агресивну війну Росії проти України.
- Узгоджений пакет передбачає запровадження ЄС заборони на прямий чи непрямий імпорт, купівлю алмазів із Росії. Ця заборона поширюється на алмази, що походять з Росії, експортовані звідти чи йдуть транзитом, та російські алмази, оброблені в третіх країнах.
- Заборону реекспорту до Росії особливо чутливих товарів і технологій, зокрема продажу, постачання, передачі чи експорту до третьої країни, за винятком країн-партнерів. Положення поширюється на заборонені предмети, що використовуються у російських військових системах, виявлені на полі бою в Україні або мають вирішальне значення для розробки, виробництва чи використання цих систем.
- Єврорада додала 29 нових організацій до списку тих, хто безпосередньо підтримують російський військово-промисловий комплекс у війні проти України. На них поширюватимуться більш жорсткі експортні обмеження щодо товарів і технологій.
- Заборона розширює список заборонених товарів, включивши до нього хімічні речовини, літієві батареї, термостати, двигуни постійного струму та серводвигуни для безпілотних літальних апаратів (БПЛА), верстати та деталі.
- ЄС запровадив додаткові обмеження на імпорт товарів, які приносять Росії значні доходи, зокрема чавун, мідний дріт, алюмінієвий дріт, фольга, труби і прокат. Запроваджується нова заборона імпорту скраплених вуглеводневих газів з 12-місячним перехідним періодом. Також ЄС вводить додаткові заходи, щоб запобігти обходу санкцій та забезпечити дотримання обмеження нафтових цін.
- Також ЄС вводить додаткові заходи, щоб запобігти обходу санкцій та забезпечити дотримання обмеження нафтових цін.
- Рішення додає Швейцарію до списку країн-партнерів, які застосовують комплекс обмежувальних заходів на імпорт заліза й сталі з Росії.
- Крім економічних санкцій, Єврорада вирішила внести до списку значну кількість додаткових фізичних і юридичних осіб.

### 13-й пакет
23 лютого 2024 року Євросоюз ухвалив 13-й пакет санкцій проти Росії, до якого увійшли 106 фізичних та 88 юридичних осіб.
12 березня Європарламент підтримав кримінальну відповідальність за обхід санкцій ЄС. Рада ЄС додала 27 нових суб’єктів до переліку тих, хто безпосередньо підтримує військово-промисловий комплекс Росії. Вони підпадають під жорсткіші експортні обмеження щодо товарів і технологій подвійного призначення, та тих, які допомагають технологічному вдосконаленню російського сектору оборони та безпеки.

### 14-й пакет
24 червня 2024 року Рада ЄС затвердила 14-й пакет економічних та індивідуальних обмежувальних заходів у відповідь на російську агресію проти України. За словами чиновників, ці санкції було прийнято з метою «завдання подальшого удару по режиму Путіна й тих, хто підтримує його незаконну, неспровоковану і невиправдану агресивну війну проти України». 14-тий пакет зокрема включив обмежувальні заходи щодо 116 фізичних та юридичних осіб, «відповідальних за дії, що підривають або створюють загрозу територіальній цілісності, суверенітету та незалежності України».
ЄС заборонив послуги з перевантаження російського зрідженого природного газу на території Євросоюзу з метою транспортування в інші країни. Крім того, ЄС заборонив нові інвестиції, а також надання товарів, технологій і послуг для завершення споруджуваних проєктів щодо зрідженого природного газу, таких як Arctic LNG 2 і Murmansk LNG. Ввелися обмеження на імпорт російського газу через термінали ЄС, не підключені до системи природного газу. Щоб допомогти протидіяти реекспорту бойових товарів, знайдених в Україні або критичних для розвитку російських військових систем, було вирішено, що оператори ЄС, які продають такі бойові товари третім країнам, повинні запровадити механізми належної обачності, здатні ідентифікувати та оцінити ризиків реекспорту до Росії, та знизити їх. Також Рада ЄС вирішила заборонити використання «Системи передачі фінансових повідомлення» (SPFS), спеціалізованого сервісу обміну фінансовими повідомленнями, розробленого Центробанком Росії для нейтралізації ефекту обмежувальних заходів. Вперше ЄС ухвалив захід, спрямований на конкретні судна, які беруть участь у війні Росії проти України, та які підпадають під заборону на доступ до портів і заборону на надання послуг. Також Рада вирішила розширити заборону на польоти в ЄС. Рада додала 61 нову структуру до переліку тих, хто безпосередньо підтримує військово-промисловий комплекс Росії.

### 15-й пакет
16 грудня 2024 року Радою Євроунії ухвалилено 15-й пакет санкцій проти Росії, яким передбачено вжиття наступних заходів:
- обмеження проти 54 фізичних та 30 юридичних осіб;
- заборона на доступ до портів й надання послуг, пов'язаних з морським транспортом для ще 52 суден, які є частиною тіньового флоту Путіна;
- обмеження експорту товарів й технологій подвійного використання для 32 нових організацій, деякі з яких розташовані в третіх країнах;
- заборона на визнання або виконання в ЄС рішень, винесених російськими судами на підставі статті 248 Арбітражного процесуального кодексу Російської Федерації(інші мови);
- відступ, що дозволяє вивільнити залишки грошових коштів, які зберігаються в центральних депозитаріях цінних паперів ЄС;
- продовження строків застосування певних винятків, необхідних для виведення капіталу з Росії.

### 16-й пакет
24 лютого 2025 року Рада Євросоюзу затвердила 16-й пакет санкцій проти Росії, приурочений до третього року повномасштабного вторгнення Росії та загарбницької війни проти України:
- обмеження проти 48 фізичних та 35 юридичних осіб;
- заборона на доступ до портів й надання послуг, пов'язаних з морським транспортом для ще 74 судна, які є частиною тіньового флоту Путіна;
- заборона на операції з кредитними або фінансовими установами, заснованими за межами Росії, які використовують «Систему передачі фінансових повідомлень» Центрального банку Росії та відключення від платіжної системи SWIFT ще 13 російських регіональних банків;
- обмеження експорту товарів й технологій подвійного використання, а також товарів, які можуть сприяти технологічному вдосконаленню російського сектору оборони та безпеки, для 53 нових організацій, дві третини з яких розташовані в третіх країнах. Розширення списку заборонених товарів, зокрема додано хімічні прекурсори, програмне забезпечення для машин з числовим керуванням, сполуки хрому(інші мови) та ігрові контролери;
- обмеження експорт до Росії хімікатів, деяких пластмас, гуми, та їх транзит через Росію, а також обмеження на імпорт з Росії первинного алюмінію;
- Призупинення дії ліцензій ЄС на мовлення 8-ми російських ЗМІ (EurAsia Daily, Фонд стратегічної культури(інші мови), Fondsk, Lenta, NewsFront(інші мови), RuBaltic, SouthFront(інші мови), Звезда);
- Розширення заборони на польоти в ЄС для авіаперевізників, які виконують внутрішні рейси в межах Росії або експортують авіаційні товари та технології російським авіаперевізникам та їх контрольованим особам;
- Заборона будь-яких змін в структурі капіталу автотранспортних підприємств, які призведуть до збільшення частки власності російської фізичної або юридичної особи понад 25%;
- Обмеження експорту до Росії програмного забезпечення, пов'язаного з розвідкою нафти й газу, заборона на надання товарів, технологій та послуг для завершення проєктів з видобутку сирої нафти в Росії, а також заборона на тимчасове зберігання російської сирої нафти та нафтопродуктів на території ЄС;
- Заборона на надання будівельних послуг, включно з інженерними роботами.

24 лютого 2025 року ЄС ухвалив 16-й пакет санкцій проти РФ. Новий пакет санкцій ЄС проти РФ зачепив життєво важливі сектори російської економіки. Зокрема, Рада ЄС Рада погодила пакет з 83 найменувань, що складається з 48 осіб та 35 організацій, відповідальних за дії, що підривають або загрожують територіальній цілісності, суверенітету та незалежності України.
Крім того, Рада встановила два нових критерії, які дозволять ЄС запроваджувати обмежувальні заходи щодо фізичних та юридичних осіб, які володіють або експлуатують судна тіньового флоту Путіна, а також тих, хто підтримує або отримує вигоду від російського військово-промислового комплексу.

### 17-й пакет
14 травня 2025 року посли Європейського Союзу схвалили 17-й пакет санкцій проти Росії. Санкції охоплюють, зокрема, «тіньовий флот» Росії – під обмеження потрапили майже 200 суден, включно з нафтовими танкерами. Також ЄС схвалив введення санкцій проти близько 30 нових компаній, причетних до обходу санкцій (особливо щодо товарів подвійного призначення). ЄС схвалив також 75 нових індивідуальних санкцій проти фізичних і юридичних осіб, пов’язаних з військово-промисловим комплексом РФ. Окрім цього, посли також схвалили додаткові санкції проти Росії за порушення прав людини, гібридні втручання по всьому світу та розповсюдження хімічної зброї.

### 18-й пакет
18 липня 2025 року посли Європейського Союзу схвалили 18-й пакет санкцій проти Росії. Він включає нові енергетичні, фінансові та торговельні заходи. Йдеться про такі обмежувальні заходи: запроваджується новий механізм динамічного обмеження ціни на нафту, який встановить ціну на 15% нижчу за середню ринкову ціну на російську сиру нафту. Конкретно це означає, що ціна буде знижена з 60 до приблизно 47,6 доларів США за барель. Запроваджується нова заборона на транзакції, пов'язані з Північним потоком 1 і 2, та додається 105 нових списків суден тіньового флоту. Розширюється поточна заборону на де-SWIFTing до повної заборони на транзакції. Ще більше обмежується доступ Росії до технологій подвійного призначення/сучасних технологій.
22 липня 2025 року Велика Британія ввела нові санкції проти Росії, що мають обмежити її доходи від продажу нафти, які вона витрачає на війну проти України. Санкції спрямовані проти 135 нафтових танкерів так званого тіньового флоту Росії, які використовуються для обходу міжнародних обмежень щодо експорту нафти.

## Передача Україні конфіскованих російських активів
Наприкінці травня 2024 року країни G7 зійшлися на думці щодо плану США з вилучення доходів із заморожених російських активів – кроку, який забезпечив би Україні критично необхідне фінансування на суму до 50 мільярдів доларів, згідно інформації опублікованій у Bloomberg. 26 жовтня того ж року стало відомо що країни G7 погодили кредит на $50 млрд для України за рахунок заморожених активів Росії.

### У Європі
11 травня 2023 року стало відомо що Європейська комісія розробила варіанти використання активів Росії — як приватних, так і державних — для відбудови України на суму близько 24.1 млрд євро. 25 травня згідно інформації у Financial Times представники Єврокомісії та держав-членів ЄС обговорили майбутнє відсотків, що генеруються російськими активами, розміром у 196.6 млрд євро (з яких 180 млрд євро — активи Центробанку РФ) що зберігаються у Euroclear, найбільшій у світі розрахунковій палаті. 12 травня Бельгія передала Україні 92 млн євро, отриманих від заморожених активів РФ.
8 вересня стало відомо що влада Естонії планує легалізувати конфіскацію пов'язаних із Кремлем активів для відбудови України. 11 жовтня стало відомо що Бельгія спрямує 1.7 млрд євро на підтримку України завдяки замороженим російським активам. 19 грудня стало відомо що ЄС у 12-му пакеті санкцій вперше запровадив механізм конфіскації заморожених активів. 20 грудня стало відомо що Німеччина планує конфіскувати російські активи на суму 720 млн євро.
6 березня 2024 року міністр закордонних справ Кемерон Сполученого Королівства заявив, що готовий позичити Україні всі заморожені російські активи в Британії на тій підставі, що Росія все одно буде змушена виплатити репарації Україні після закінчення війни. 7 березня парламент Швейцарії підтримав передачу заморожених російських активів Україні (у банках країни зберігається понад 8 мільярдів доларів резервів і активів російського центрального банку). За словами очільника швейцарського МЗС Ігнаціо Кассіса, Росія порушила міжнародне право, тому вона повинна відшкодувати завдані збитки. 8 травня постійні представники ЄС погодили використання прибутків від заморожених російських активів на підтримку відновлення України та її військового захисту від агресії РФ. 16 травня Парламент Естонії проголосував за закон, який дозволяє передати заморожені російські активи на компенсацію Україні.
19 липня стало відомо що Міжнародний депозитарій Euroclear у липні 2024 року зробить перший внесок у розмірі приблизно 1,55 млрд євро у європейський фонд для України. Euroclear за підсумками першого півріччя 2024 року отримав 3,4 млрд євро у вигляді процентних доходів від інвестування заблокованих російських активів. У 2023 році ці доходи становили близько 4,4 млрд євро, у 2022 році - 821 млн євро.
28 жовтня стало відомо що у Фінляндії арештували активи РФ, це був перший випадок, коли це зробили за кордоном за позовом української компанії «Нафтогаз».

### У США
10 травня 2023 року генеральний прокурор США санкціонував перше передання конфіскованих російських активів (на суму 5.4 млн доларів) Україні з метою відбудови. 15 травня до Конгресу США внесено законопроєкт про передачу конфіскованих російських активів Україні. 9 вересня стало відомо що США заарештували понад 1 млрд доларів російських активів які можуть передати Україні.
30 грудня 2024 року стало відомо що США нададуть Україні $15 мільярдів від російських заморожених активів.

### В інших країнах
17 квітня 2023 року стало відомо що Канада передасть Україні арештований російський літак Ан-124-100. 29 жовтня 2024 року стало відомо що Японія надасть Україні понад 3 млрд доларів з конфіскованих російських активів у межах фінансової підтримки G7.

## Реакції світових компаній
Станом на 14 березня 2022 року такі компанії прийняли рішення про обмеження або припинення роботи на ринках РФ:
- Apple Pay — повне блокування.[175]
- Apple — повний вихід із ринку.[176]
- ApiX-Drive — повне припинення роботи з користувачами з Росії.[177]
- Adidas — відмова від роботи зі збірною з футболу.[178]
- Audi — виходять з ринку.[179]
- AMD — заборона постачання мікрочипів і незабаром заборона постачання відеокарт.[180]
- Amazon — (уточнюється).[181]
- Adobe — (уточнюється).
- Avast — вихід з ринків Росії та Білорусі.[182]
- Avon — припиняє всі інвестиції в Росію.[183]
- Bayer — призупиняє інвестиції у Росії та Білорусі.[184]
- British Petroleum — виведення з компанії «Роснафта» 19,75 % акцій.[185]
- BBC — (уточнюється)
- BMW — закриття заводів, блокування постачання.[178]
- Bolt — видалення всіх продуктів з Bolt Market, вироблених в Росії або пов'язаних з російськими компаніями; зупинка роботи в Білорусії; перерахування неурядовим організаціям, які підтримують Україну та її жителів, включно з Червоним Хрестом, 5 % з кожного замовлення в Європі (з 1 березня протягом двох тижнів у всіх 5 сервісах компанії) — за попередніми розрахунками — 5 млн євро.[186]
- Boeing — припинення обслуговування і техпідтримки російських авіакомпаній.[187][188]
- Bosch — припиняє постачання до Росії й зупинить два заводи у Петербурзі.[189][190]
- Bridgestone — закриття заводу з виробництва шин у російському Ульяновську, зупинка експорту шин.[191][192]
- BTC-Alpha — криптоплатформа, відмова працювати з громадянами Росії.[193]
- Chevrolet — виходять з ринку.[179]
- Cannes Festival — відмова у прийомі офіційної делегації Росії.[194]
- Cadillac — (уточнюється)
- Carlsberg Group — (уточнюється)
- CEX IO — криптоплатформа, відмова надавати послуги з громадянам Росії.[193]
- Cinema 4D — програма не працює.[195]
- Continental — зупинка виробництва шин.[196]
- Disney — зупинка показів своїх фільмів у Росії.[197]
- Decathlon — в січні 2023 року оголошено про плани продажу російських активів і виходу з місцевого ринку.[198]
- Dell — припинення продажів продукції[199], а з серпня — повне припинення роботи й звільнення всіх співробітників.[200]
- Deloitte — остання аудиторська компанія, що входить до «Великої четвірки», виходить з російського ринку.[201]
- Deutsche Bank — відключив російські відділення від своїх систем через небезпеку кібератак.[202][203]
- Dropbox — (уточнюється)
- Dunkin' Donuts — ухвалила рішення піти з Росії 11 березня.[204][205]
- DHL — приймання посилок припинено.[206]
- Enel — продаж російських активів та вихід із ринку РФ (жовтень 2022).[207]
- Eurovision — відсторонення від участі у Пісенному конкурсі Євробачення 2022.[208]
- Ericsson — оголошено про плани до кінця 2022 року повністю закрити представництво у РФ.[209]
- ExxonMobil — припинення видобутку нафти і газу в Росії.[210][211]
- Ebay — платформа призупинила всі транзакції з російськими адресами.[212][213]
- Etsy — блок усіх балансів на ру рахунках.[214]
- Facebook — санкції проти російських ЗМІ.[215]
- FedEx — зупинка доставки.[216]
- Formula 1 — скасування турніру в Сочі.[217]
- Ford Motor Company — закриває всі магазини (заява від 2 березня).[178]
- FIFA — дискваліфікація збірної на ЧС та заборона на проведення будь-яких міжнародних матчів у Росії.[218]
- Fujitsu — плани на закриття юрособи в рф з серпня 2024 року.[219]
- Google Pay — блокування карток російських банків під санкціями.[220]
- Google — припинення монетизації державних ЗМІ Росії, заборона для фінансованих державою ЗМІ Росії розміщення реклами на сервісах корпорації.[221] 24 березня корпорація повідомила азійські фабрики (Samsung, Xiaomi, realme, Honor, тощо) про те, що вони не можуть створювати смартфони та інші пристрої з використанням Android для російського ринку (для GMS-версій, тобто версій із сервісами Google, а це практично всі Android-смартфони), тобто всі партнери Google будуть обмежені у постачанні смартфонів на Android, бо санкції розширилися на необмежену кількість фабрик, які можуть випускати товари для Росії.[222]
- Google Maps — блок інфо для російських користувачів.[223]
- Getcontact — розсилка користувачам правдивої інформації
- General Motors — зупинка експорту.[179]
- Xerox — зупинка експорту (безерень 2022), продаж юрособи (жовтень 2023).[224]
- Oracle — припинив операції в Росії.[225]
- Otis — продаж бізнесу в Росії компанії Ice Development.[226]
- Hyundai - продаж російської філії (січень 2024).[227]
- IKEA — зупинка роботи в Росії.[228] У червні 2022 року IKEA оголосила про остаточний вихід з ринку Росії, було заплановано продати всі фабрики і скоротити співробітників.[229]
- JCB — призупинила роботу офісів і невеликого заводу для внутрішнього ринку РФ. Компанія заявила також про припинення поставок техніки та запасних частин до РФ.[230]
- LINX — відключила російських провайдерів від міжнародного обміну інтернет-трафіком.[231][232]
- Logitech — повне припинення роботи в РФ, звільнення всіх співробітників.[233]
- Michelin — повністю зупиняє діяльність у Росії і не експортуватиме свої товари.[234][235]
- Nokia — оголошено про плани до кінця 2022 року повністю згорнути бізнес у РФ.[236]
- Nvidia — у березні 2022 було зупинено продажі, а в жовтні повінстю закрито офіси в Росії.[237]
- Pfizer — фармацевтична компанія вирішила призупинити заплановані інвестиції в Росії.[238][239]
- Ricoh — заявив про зупинку експорту своєї продукції до Росії.[240][241]
- Societe Gerenerale — продаж частки в компаніях на $75 млн своєму колишньому місцевому підрозділу ПАТ «Росбанк».[242]
- Sony Pictures — припиняє всю діяльність у Росії.[243][244]
- Tchibo — у серпні 2022 компанія продала російську філію та припинила роботу в РФ[245].
- Tetra Pak — передача російського підрозділу місцевому керівництву.[246]
- Unilever — компанія-лідер на ринку харчових і побутових товарів припиняє імпорт і експорт в РФ.[247]
- Volkswagen — зупинка заводів у Калузі і Новгороді, блокування постачання запчастин.
- Volvo — в лютому 2022 було зупинено виробництво в РФ, у жовтні оголошено про плани повного продажу місцевого бізнесу.[248]
- Zara — в жовтні виробник і продавець одягу Inditex (власник мережі Zara), оголосив про продаж бізнесу в Росії своєму ліванському франчайзі Daher group.[249]

## Проблеми з введення санкцій в Україні
1. Зі слів очільниці з напрямку мінімізації корупційних ризиків у санкційній політиці НАЗК Агії Загребельської, в Україні на 24 лютого 2023 року немає чітко визначеного органу, що є відповідальним за етап менеджменту (контроль, виконання, виявлення порушень чи обхід з покаранням) санкційних пакетів.[250]
2. Відсутнє чітко встановлене законодавство щодо накладання санкцій.
3. Відсутній досвід з обмеженням правових відносин.